# アクアコッタ

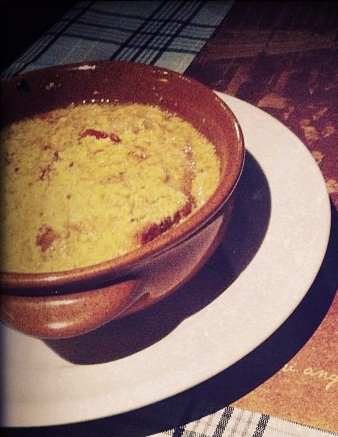
イタリア、ミラノにあるレストランで提供されたアクアコッタ

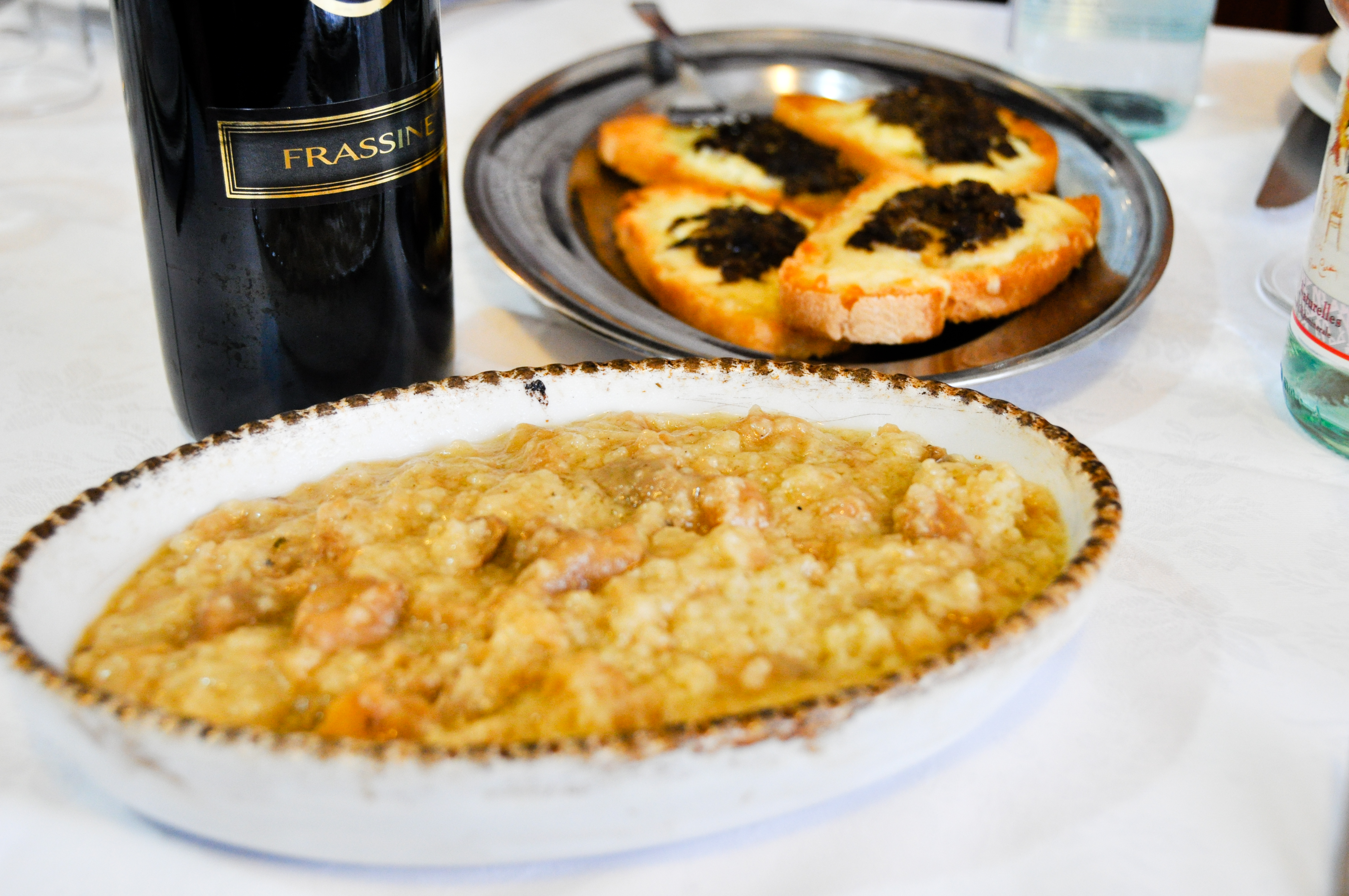
カプレーゼ・ミケランジェロにあるレストランで提供されたアクアコッタ

アクアコッタ（伊: acquacotta）はイタリア、トスカーナ地方の郷土料理で、主に野菜を使った温かいスープである。元々は古くから食されてきた庶民の食べ物で、トスカーナ州南部とラツィオ州北部にまたがるマレンマ地方発祥の料理である。acquacotta はイタリア語で「水で煮る」を意味し、伝統的なレシピではスープストックを使わず水で調理する。アクアコッタはかたくなったパンを食べられるようにするための料理法でもある。タマネギ、セロリ、トマト、パン、卵などが基本となる食材であるが、これ以外にもキノコや季節の野菜などが使われることもあり、材料は非常に多岐にわたる。また水ではなくスープストックで調理することもある。

## 調理方法
アクアコッタはバリエーションに富み、食材や調理方法は異なる部分も多い。ここでは大まかな調理方法を記載する。
オリーブオイルを鍋にひき、タマネギ、セロリ、時にはニンジンやピーマンなどを細長くまたは細かく切り、鍋でタマネギが透き通るかキツネ色に色づくぐらいまで炒める。次にトマトを入れ形が崩れるまで煮込む。その後、水またはスープストックを入れて煮込み、塩・コショウなどの調味料で味を整える。スライスまたはちぎったパンを皿に敷き詰め、その上にチーズを加えた溶き卵をかけるかポーチドエッグを乗せる。最後にパンを並べた皿にスープをかけて提供する。ポーチドエッグはスープをかけた後で乗せることもある。

## 歴史
アクアコッタはトスカーナ州南部からラツィオ州北部の沿岸地域にかけて広がるマレンマ地方発祥の伝統料理である。アクアコッタはイタリア語で「水で煮る」を意味し、スープストックを使わず水で調理する。起源は非常に古く、エトルリア時代にまでさかのぼるとまで言われる。いわゆる庶民の食べ物であり、かつては炭焼きや羊飼いといった経済的に最下層に属する人たちによって消費されてきた。
アクアコッタは固くなったパンを食べられるようにするための料理でもあった。木こりや羊飼いたちは長いこと家を離れるため、パンとパンチェッタ（豚肉の塩漬け）やバッカラ（塩漬けにして干したタラ）など保存の利く食材を持って出かけた。そうした人々は現地で調達した野菜などと持参した保存食を煮込み、固くなったパンを柔らかくして食べていた。トスカーナ地方のパン、パーネ・トスカーノ（パーネ・ショッコ）は塩気がなく、すぐ固くなることで有名であり、パンツァネッラなど固くなったパンを食べるための料理が他にも存在する。
またアクアコッタと石のスープ伝説を関連づけるものもいる。この民話は貧しい旅人が石だけを持ってある村にたどり着き、スープを作るという話である。旅人は魔法の石からスープを作ると言ってただの石ころと水を鍋に入れ、村人から言葉巧みに食材を提供してもらい、まともなスープを完成させる。水で食材を煮込む調理法や、アクアコッタが元々裕福でない人たちの食事であったことが、この民話からアクアコッタを連想させる。

## 現在
イタリア料理の最初の一品、アンティパストとして提供されることがあり、マレンマ地方およびイタリア全土で人気のある料理である。アクアコッタは伝統的なレシピでは固くなったパンを使用するがトーストしたパンも使われる。また水の代わりにブイヨンを使用するものや、バジルやシロインゲンマメ、キャベツ、ケール、ジャガイモ、ビエトラなどもスープに使われる。またポルチーニ茸が入ることも多い。